# Donald Murphy
Donald Random Murphy (Chicago, 29 gennaio 1918 – Santa Fe (Nuovo Messico), 19 maggio 2008) è stato un attore statunitense noto per aver interpretato Virgil Earp, il fratello di Wyatt Earp, nel film I giustizieri del Kansas.

## Biografia
Murphy è nato a Chicago, Illinois. Ha interpretato Johnny Ringo e altri due ruoli nella serie televisiva western Le leggendarie imprese di Wyatt Earp. Fece numerosi apparizioni in serie televisive western come Tombstone Territory (come Anson Gurney), Lawman (come Jack O'Reilly), Shotgun Slade (come Hal Bates), e Bat Masterson (come Charlie Ryan)., oltre che nella celebre serie Perry Mason. Si ritirò dalla recitazione nel 1971, quando si trasferì a Santa Fe (Nuovo Messico) per lavorare come interior designer.
Murphy è morto nel maggio 2008 nella sua casa di Santa Fe (Nuovo Messico) all'età di 90 anni.

## Filmografia
- Una ragazza per bene (Nice Girl?), regia di William A. Seiter (1941)
- Driftin' River[5], regia di Robert Emmett Tansey (1946)
- Mio fratello parla con i cavalli (My Brother Talks to Horses), regia di Fred Zinnemann (1947)
- Le avventure di Capitan Blood (Fortunes of Captain Blood), regia di Gordon Douglas (1950)
- L'orma del leopardo (Killer Leopard), regia di Ford Beebe (1954)
- The Bamboo Prison, regia di Lewis Seiler (1954)
- I giustizieri del Kansas (Masterson of Kansas), regia di William Castle (1954)
- La lunga linea grigia (The Long Gray Line), regia di John Ford (1955)
- I sette ribelli (Seven Angry Men), regia di Charles Marquis Warren (1955)
- La figlia di Caino (The Shrike), regia di José Ferrer (1955)
- La spiaggia delle conchiglie (Shack Out on 101), regia di Edward Dein (1955)
- Gli eroi della stratosfera (On the Threshold of Space), regia di Robert D. Webb (1956)
- L'ora del delitto (Strange Intruder[6]), regia di Irving Rapper (1956)
- La figlia di Frankenstein (Frankenstein's Daughter), regia di Richard E. Cunha (1958)
- Lord Love a Duck, regia di George Axelrod (1966)